# 쉽게 씌어진 시
쉽게 씌어진 시는 시인 윤동주의 시이다. 이 시의 갈래는 자유시이며, 성격은 반성적, 저항적, 의지적, 대결적이다. 윤동주의 유고로서 1947년 2월 13일 경향신문을 통해 세상에 공개되었다. 이 시에서 윤동주는 직접 적극적으로 일본의 식민 지배에 저항하지 못하고 편하게 공부하고 시나 쓰는(소극적 저항) 자신의 모습을 부끄러워 하며 성찰하고 있다. 이 시의 소재는 적극적으로 저항하지 못한 부끄러운 윤동주 시인의 반성과 성찰이다. 이 시의 주제는 어두운 시대를 살아가는 지식인의 자기성찰과 대결의지이다. 8연이 1연을 반복하였다는 것이 특징이다. 8연은 1연의 반복과 변형이 이루어졌는데 이는 화자의 의지가 변화하였다고 볼 수 있다. 이 시에서는 자아가 현실적인 자아(소극적)와 이상적인 자아(적극적)가 분열한 모습이 드러나는 게 특징이며 10연에선 이러한 두 자아가 악수를 하며 화해하면서 현실 극복 의지를 드러낸다고 볼 수 있다.  
이 시는 윤동주가 일본에 유학 중이던 1942년에 쓴 작품으로, 어두운 시대 현실에 무기력한 자신에 대한 부끄러움과 자기반성을 통해 미래에 대한 희망으로 현실을 극복하려는 의지를 담고 있다. 1, 2연은 ‘창밖에 밤비가 속살거려’ 어두운 밤하늘 별조차 볼 수 없으며, 이국땅에서 다다미 여섯 장의 넓이에 갇혀 있는 화자의 처지를 단적으로 보여 주고 있다. 3~7연은 바로 이러한 상황에서 무의미한 유학 생활을 하고 있는 자신의 현재 삶을 우울하고 회의적인 시선으로 인식하는 자기 성찰의 기록이다. 마지막 8~10연은 현실에 대한 재인식과  반성을 통해 아 암울한 상황에서 벗어나는 모습을 보여 준다. 즉, 어두운 시대를 살아야 하는 자신의 운명을 받아들이면서도 절망하거나 체념하지 않고 ‘시대처럼 올 아침’을 기다리며 자신의 손을 잡는다. 이때 두 사람의 ‘나’는 현실적 자아와 내면적 자아 라고 할 수 있다. 현실적 자아는 일제강점기의 부정적 현실에 소극적으로 대처하며 무기력하게 살아가는 ‘나’이고 이는 밤비와 어둠, 육첩방을 통해 알수 있다.  이는 등불과 아침을 통해 드러난다.'등불'은 새로운 시대를 밝히기 위한 노력으로, 현실을 극복하고자 하는 의지를 담고있다.대립되는 두 자아가 ‘악수’를 함으로써 내적 갈등을 해소하고 화해를 하여 현실을 극복하려는 의지를 보여 주는 것이다.  

## 미디어
- 영화 동주에서 윤동주는 ‘쉽게 씌어진 시’를 통해 내면의 열등감과 자괴감을 세상에 드러내 보이는 장면이 나온다.[3]
- 김영철의 파워FM에서 출연한 김젬마는 일종의 성찰과 극복의 의지를 담고 있다는 시로서 '쉽게 씌어진 시'를 낭독했다.[4]